# 城山公園 (長野市)

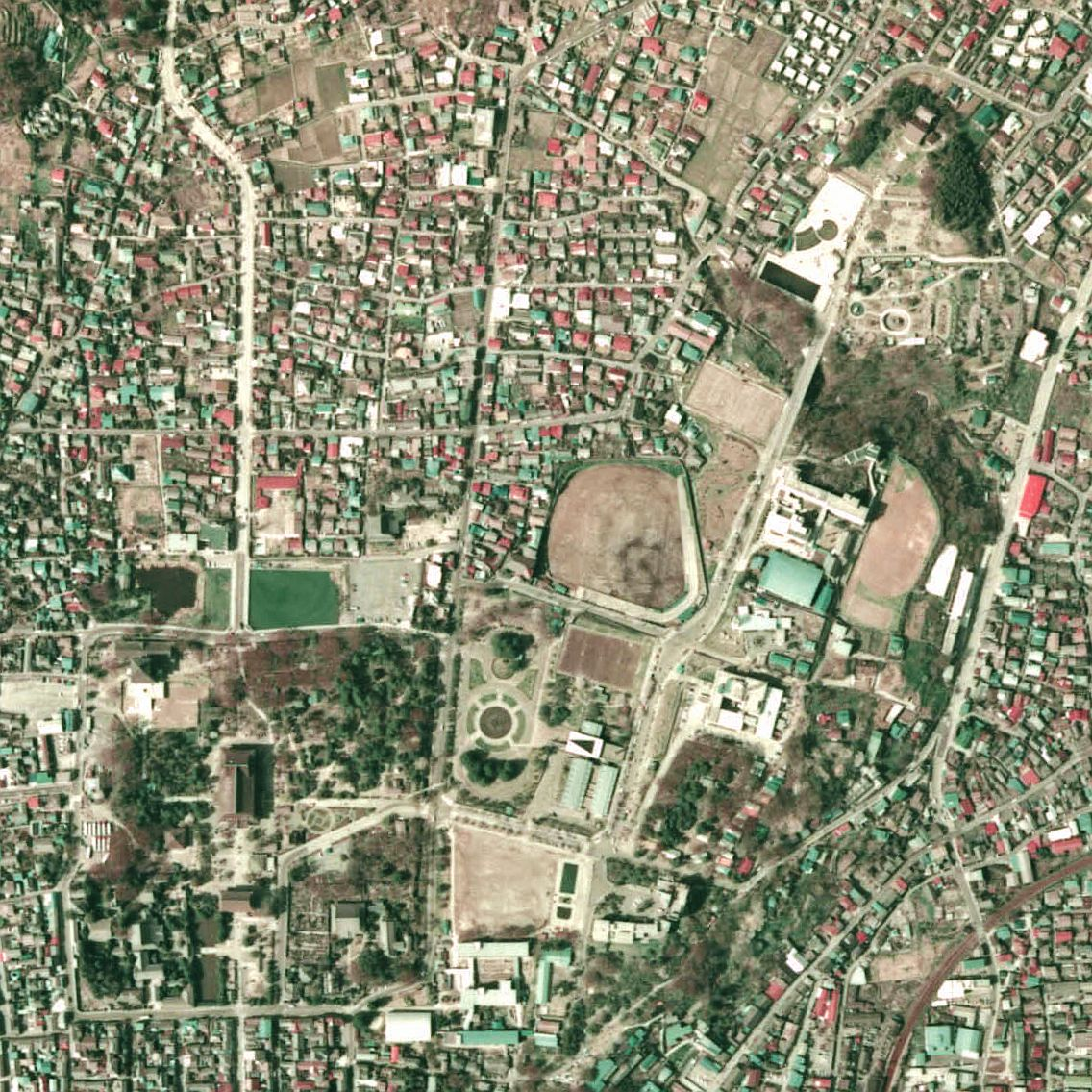
1975年度に撮影された城山公園と善光寺周辺の航空写真。この写真の撮影後、施設の新設（少年科学センターや東山魁夷館）や撤去（野球場）が行われており、現在の状況とは異なっている。

城山公園（じょうやまこうえん）は、長野県長野市箱清水一丁目の善光寺東隣にある総合公園（都市公園）。
皇太子（のちの大正天皇）慶事記念として整備された、市内で最も古い公園である。

## 概要
城山は長野市街地北東、善光寺東側に位置する高台であり、東側は急崖になっている。古くは横山城があった地であり、明治に入ってからは午砲台（ドン）や測候所などが置かれた。
この地に嘉仁親王（大正天皇）成婚記念として1900年（明治33年）に公園が整備された。善光寺に隣接することもあって様々な催物の会場となり、また動物園や美術館といった施設も次々と増設されていった。
祭りでは、花見茶屋が行われるほか（後節参照）、かつてはホタル祭りや消防水祭りといった祭りが開かれたことがあった。2023年には本公園にて長野灯明まつりの灯籠が展示された。

## 再整備計画
2020年4月、長野市は城山公園の再整備計画を公表した。再整備計画では長野市少年科学センターの廃止や「ながのこども館（仮称）」の設置などが計画されており、その計画に基づき、長野市城山市民プールや長野市少年科学センターは廃止となった。

## 花見茶屋（花見小屋）
城山公園一帯は市内随一の桜の名所でもあり、毎年時季になると花見茶屋（花見小屋）という仮設の茶屋が立ち並び、夜まで宴会場として賑わう。1948年（昭和23年）以来、70年ほど続くこの花見茶屋の文化は全国でも類を見ないものであり、寒冷地でもゆっくりと花見を楽しむことができる。
茶屋は長野観桜組合（長野市城山観桜組合）の加盟店が出店しており、普段は市内で固定店舗を構える業者が多い。店舗は窓の大きくとられたプレハブ小屋で、居酒屋同様のメニューが供される。最盛期の90年代前半には20店ほどが営業していたという。2017年（平成29年）春は、健御名方富命彦神別神社（城山県社）境内を中心に5店舗が出店し、開花1週間前の4月7日から営業を開始した。

2018年（平成30年）4月の花見茶屋の様子
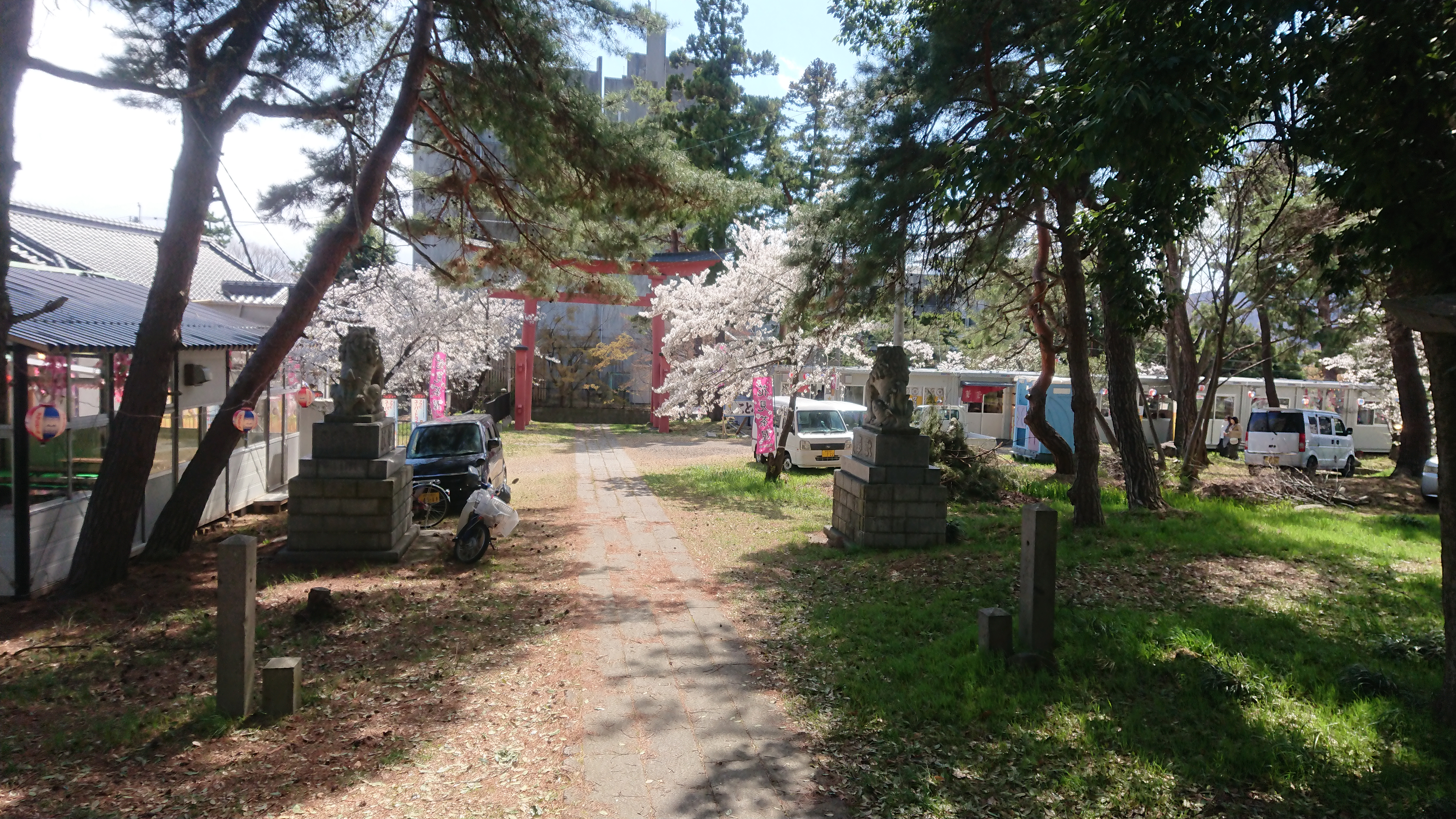
城山県社境内（日中）
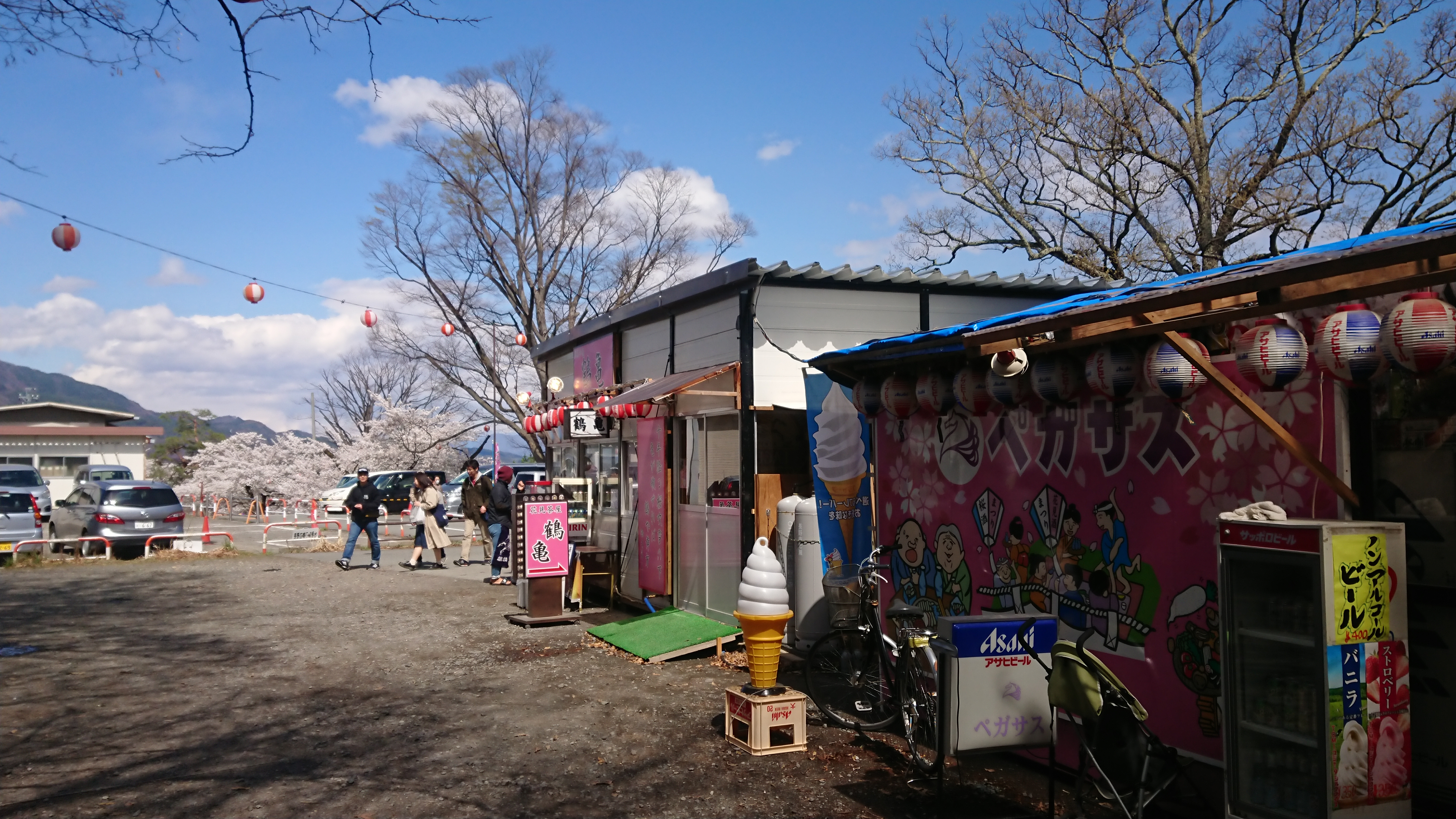
城山県社東側（日中）
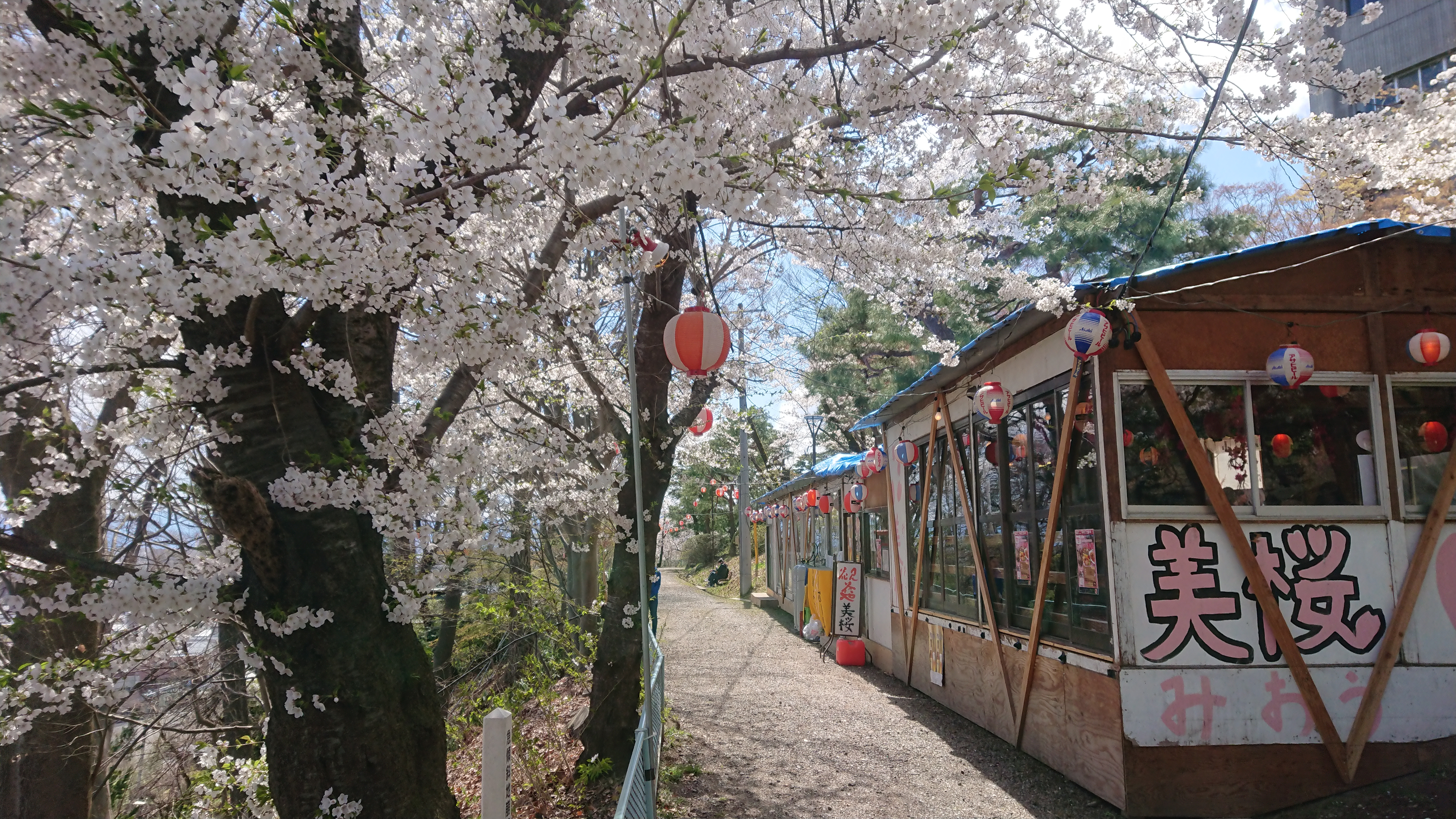
蔵春閣東側（日中）
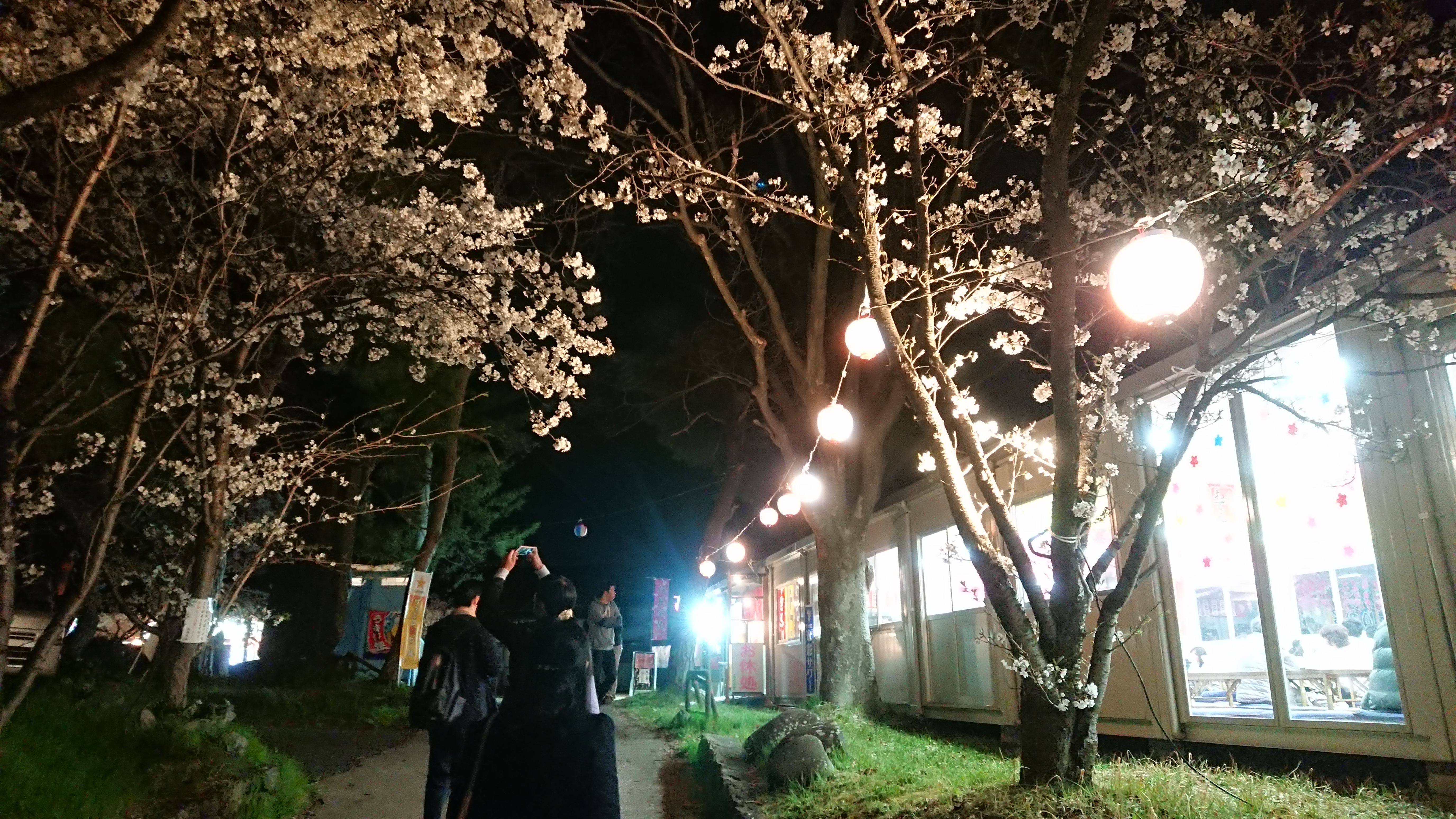
城山県社境内（夜間）
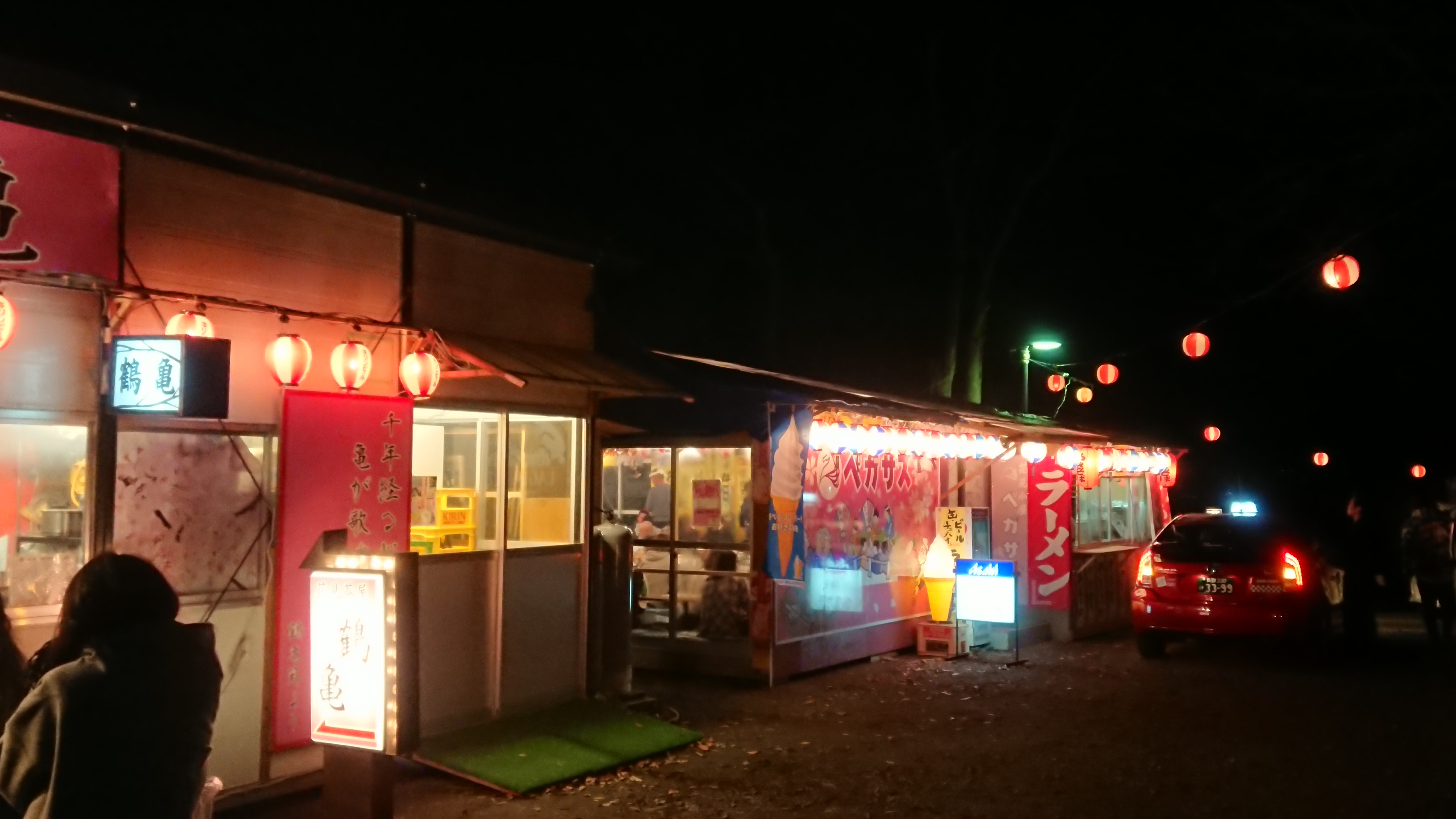
城山県社東側（夜間）
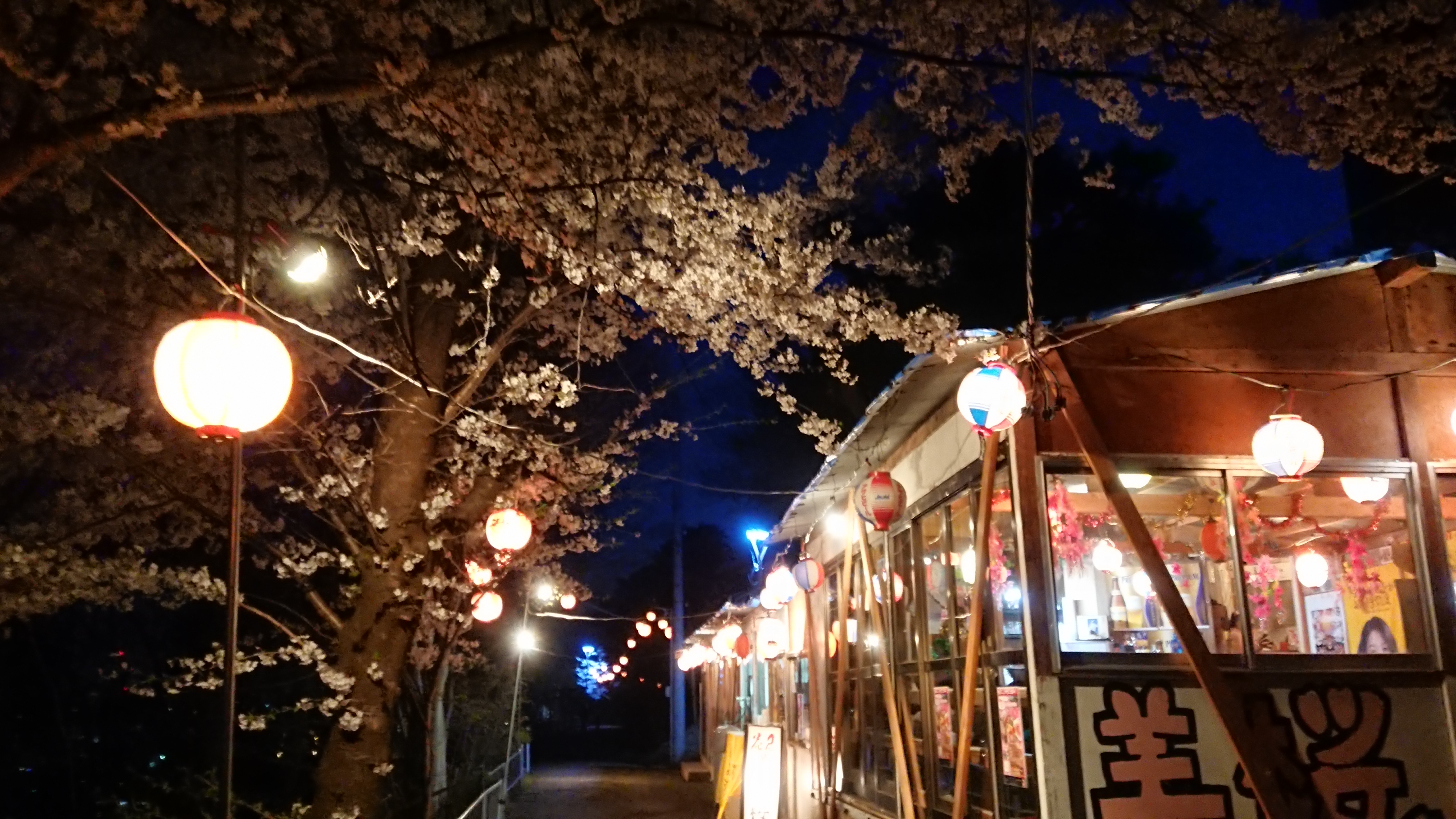
蔵春閣東側（夜間）

## 沿革
- 1887年（明治20年） - 城山館が有志らによって建設される（のちに長野市によって買収）
- 1900年（明治33年）5月15日 - 皇太子（のちの大正天皇）成婚記念として、城山に公園が開かれる[1]
- 1903年（明治36年）5月 - 城山公園落成
- 1907年（明治40年） - 園内に城山館東館や野外音楽堂が建設される
- 1908年（明治41年）9月20日〜11月10日 - 城山公園を会場に一府十県連合共進会が開かれる
- 1914年（大正2年）7月1日 - 園内に参考館が開館（のちに長野県商品陳列館 → 長野市公民館）
- 1915年（大正3年）11月10日 - 園内に西洋式庭園と噴水が完成
- 1926年（大正15年）7月10日 - 公園北側に長野市体育協会野球場（のち、長野市営城山野球場）が完成
- 1949年（昭和24年）2月6日 - 城山館、城山館東館などが火災により焼失
- 1954年（昭和29年）4月2日 - 園内に長野市営観光館が開館 → 現存せず
- 1955年（昭和30年）5月8日 - 園内に長野市営野外劇場が完成 → 現存せず
- 1961年（昭和36年）
  - 4月1日〜5月21日 - 城山公園を会場に、長野産業文化博覧会が開かれる
  - 8月20日 - 博覧会で設置された遊園地を基に、園内に長野市城山動物園が開園
- 1965年（昭和40年） - 長野市公民館が閉鎖される
- 1966年（昭和41年）10月1日 - 園内に財団法人信濃美術館（現在の長野県立美術館）が開館
- 1967年（昭和42年）5月2日 - 園内に蔵春閣が開館
- 1971年（昭和46年）6月13日 - 園内に長野市城山市民プールが開場
- 1984年（昭和59年） - 園内の堀切沢にてこの年から8年をかけてホタル水路ならびにホタル郷を建設[9][3]
- 1985年（昭和60年）7月28日 - 園内に長野市少年科学センターが開館
- 1990年（平成2年）4月26日 - 園内に東山魁夷館が開館
- 1998年（平成10年） - 旧NHK長野放送局の建物を長野市が使用し、長野市城山分室となる
- 2000年（平成12年）
- 9月17日 - 堀切沢においての事業が建設省に評価され、長野市が甦る水100選に選定される[10]
- 11月 - 長野市営城山野球場が閉鎖される
- 2004年（平成16年）7月24日 - 園内のテニスコートを4面から2面にした上で、同跡地に立体駐車場を建設、上層が利用開始（下層は九月下旬に利用開始）[11]
- 2007年（平成19年）
  - 3月28日 - 城山野球場跡の再整備が完成・開園[12]。「ふれあい広場」「ちびっこ広場」「いこいの広場」「花見の丘」などが完成[12]
  - 11月20日 - 園内の長野市城山分室内に長野市公文書館が開館
- 2017年（平成29年）
  - 5月31日 - 改修工事のため、東山魁夷館が休館
  - 10月1日 - 改築工事のため、長野県信濃美術館が休館[13]
- 2018年（平成30年）3月31日 - 蔵春閣が閉鎖される
- 2019年（平成31年/令和元年）
  - 3月31日 - 長野市公文書館が閉鎖される（その後長野市城山分室が閉鎖）
  - 10月5日 - 改修工事が終わり、東山魁夷館が再開館[14]
- 2020年（令和2年）4月 - 長野市が再整備計画を発表[4][15]
- 2021年（令和3年）
  - 4月10日 - 長野県立美術館がリニューアルオープン[16]
  - 8月15日 - 長野市城山市民プールが閉鎖
  - - 長野市城山分室跡に駐車場を新設・運用開始（そのあと舗装工事のため閉鎖）
- 2022年（令和4年）
  - 3月31日 - 長野市少年科学センターが閉鎖される
  - 11月30日 - この日をもってホタル水路が閉鎖
- 2023年（令和5年）
  - 4月27日 - 長野市城山市民プール跡地に駐車場を新設・運用開始
  - 8月1日 - 長野市城山分室跡の駐車場を舗装した上で運用再開[17]

## 施設
園地内にある又はあった施設。一部公園に付属しないものも含む。既に閉鎖・廃止された施設は取り消し線で記す。
- 噴水
- 花時計
- 喫茶・軽食「花時計」
- ふれあい広場
- いこいの広場
- ちびっこ広場
- 花見の丘
- ホタル水路・ホタル郷
- 長野県立美術館
  - 東山魁夷館
- 長野市城山公民館
  - 別館「蔵春閣」
- 健御名方富命彦神別神社（水内大社・城山県社） - 横山城跡
- 長野市城山分室
- 長野市城山動物園
- 長野市城山市民プール
- 長野市城山野球場
- 長野市城山野外彫刻
- 長野市城山テニスコート
- 長野市少年科学センター
- 信濃招魂社

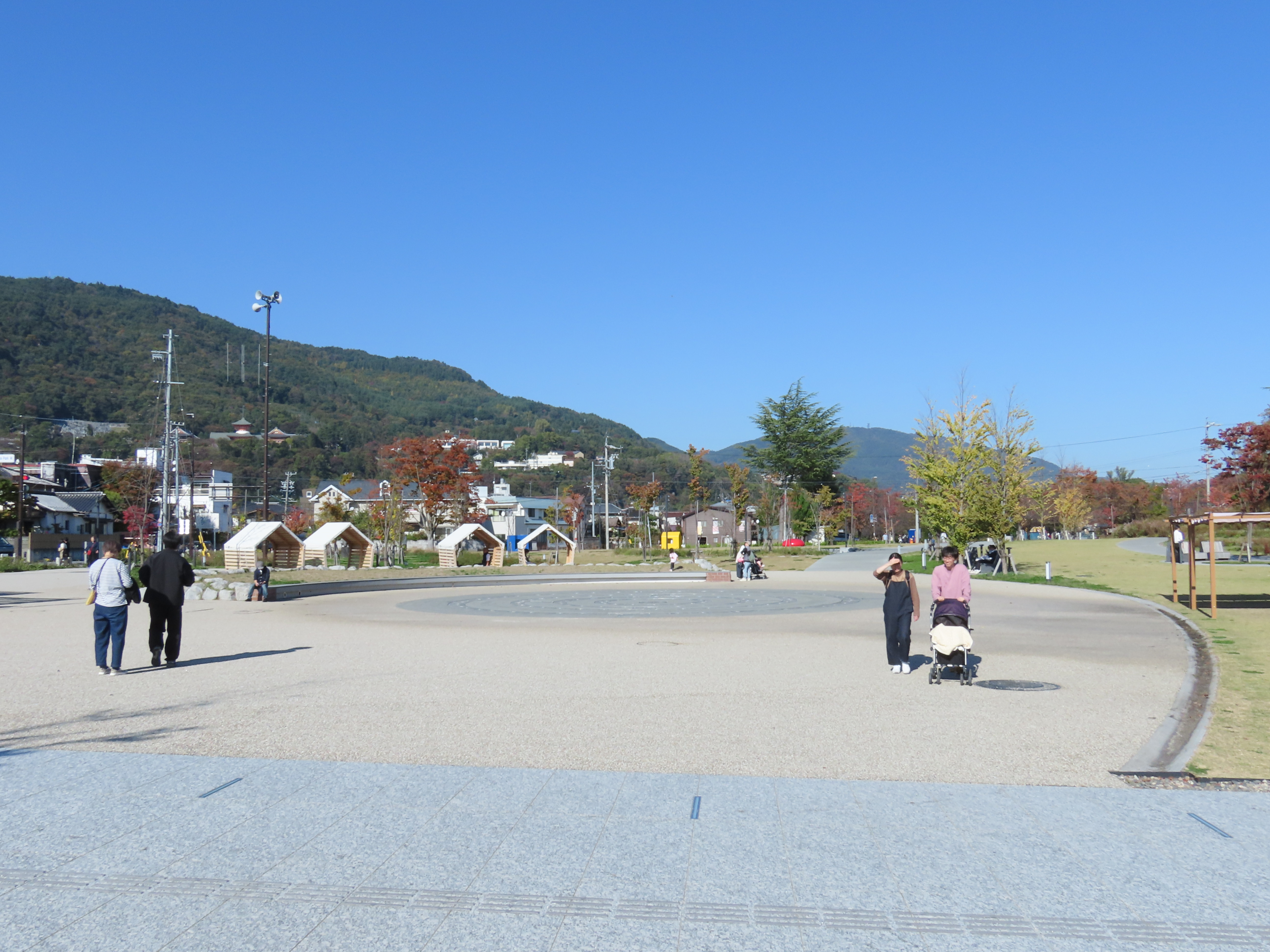
噴水（改修後）
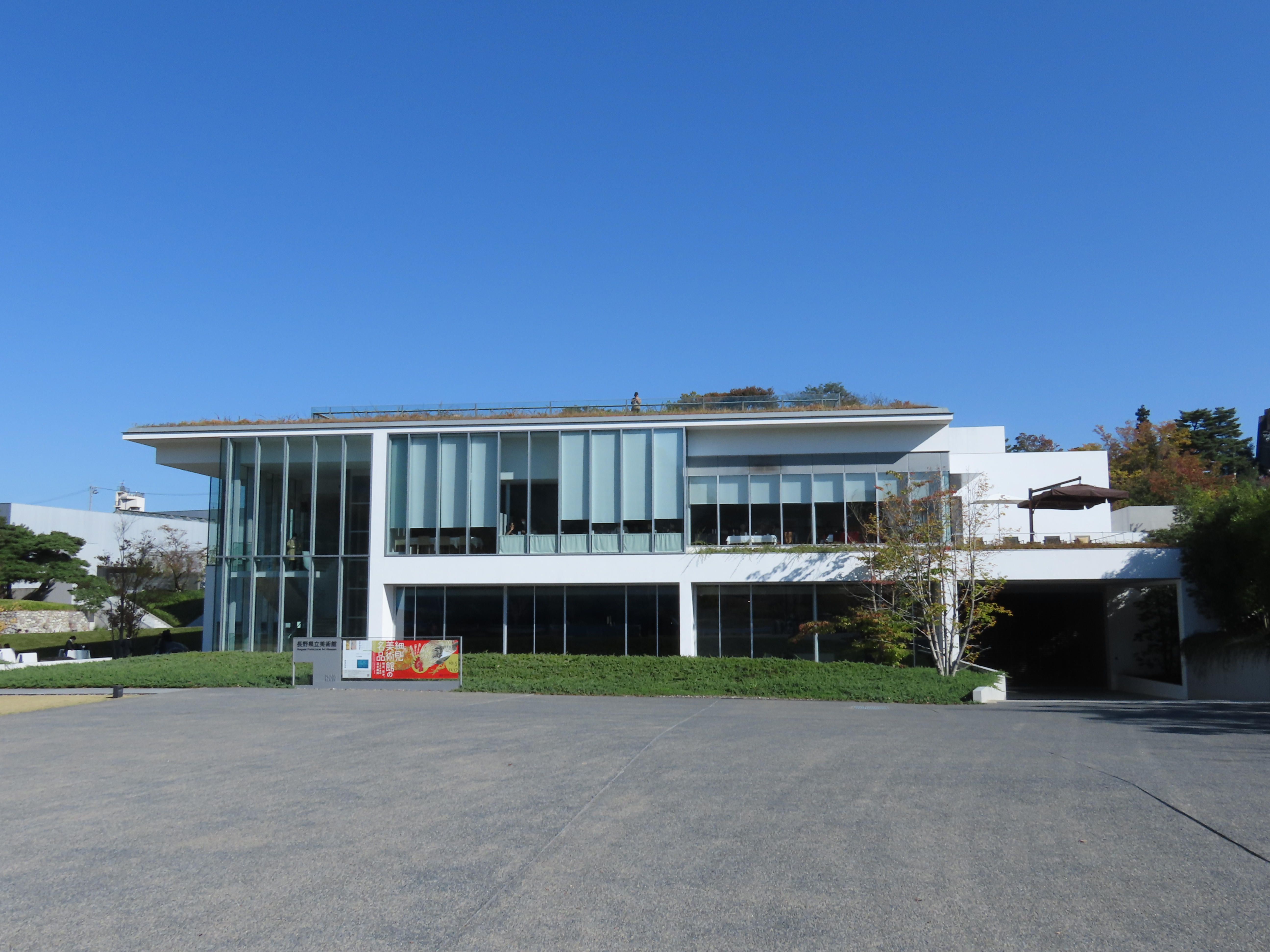
長野県立美術館本館
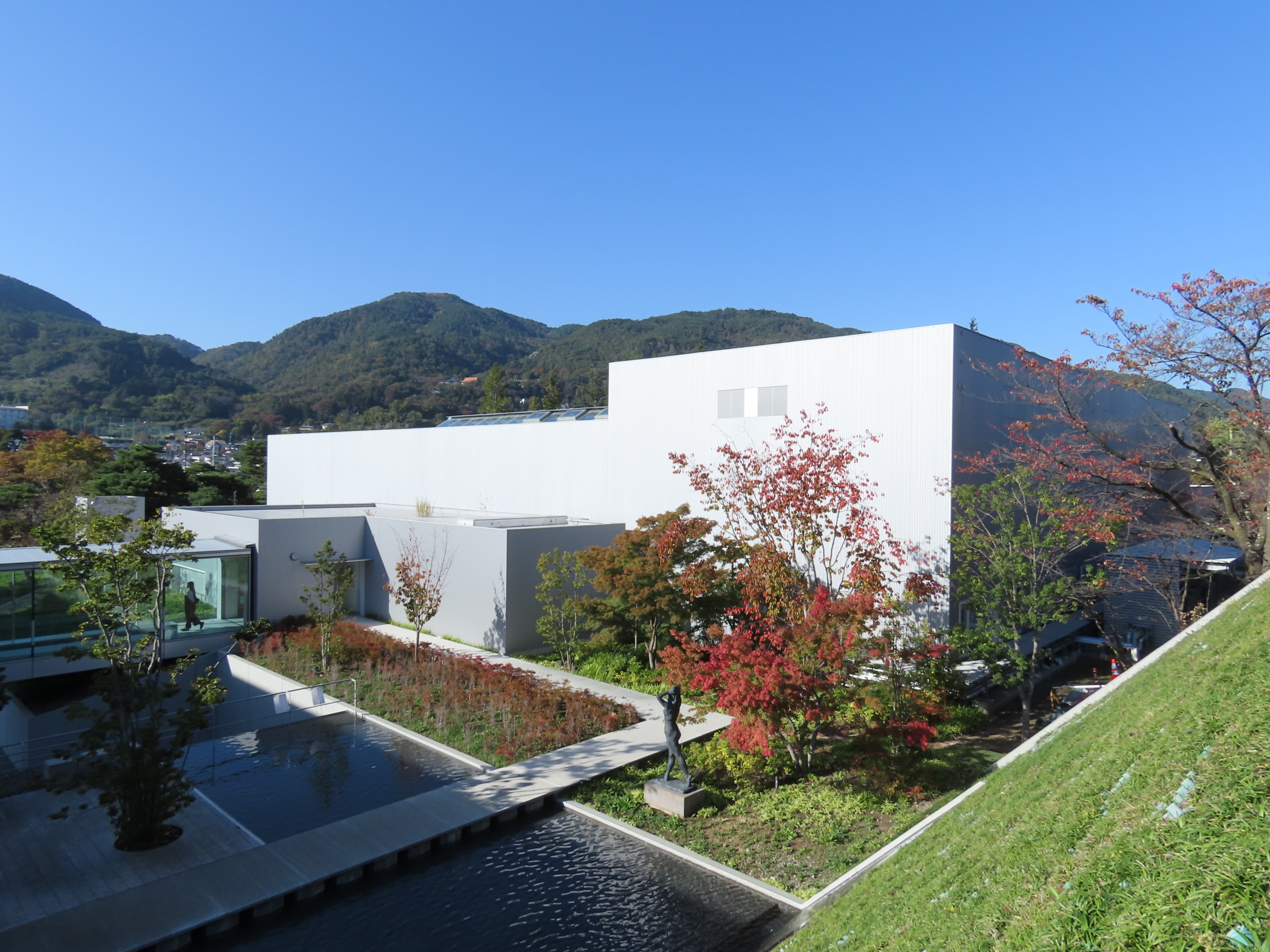
東山魁夷館（改修後）
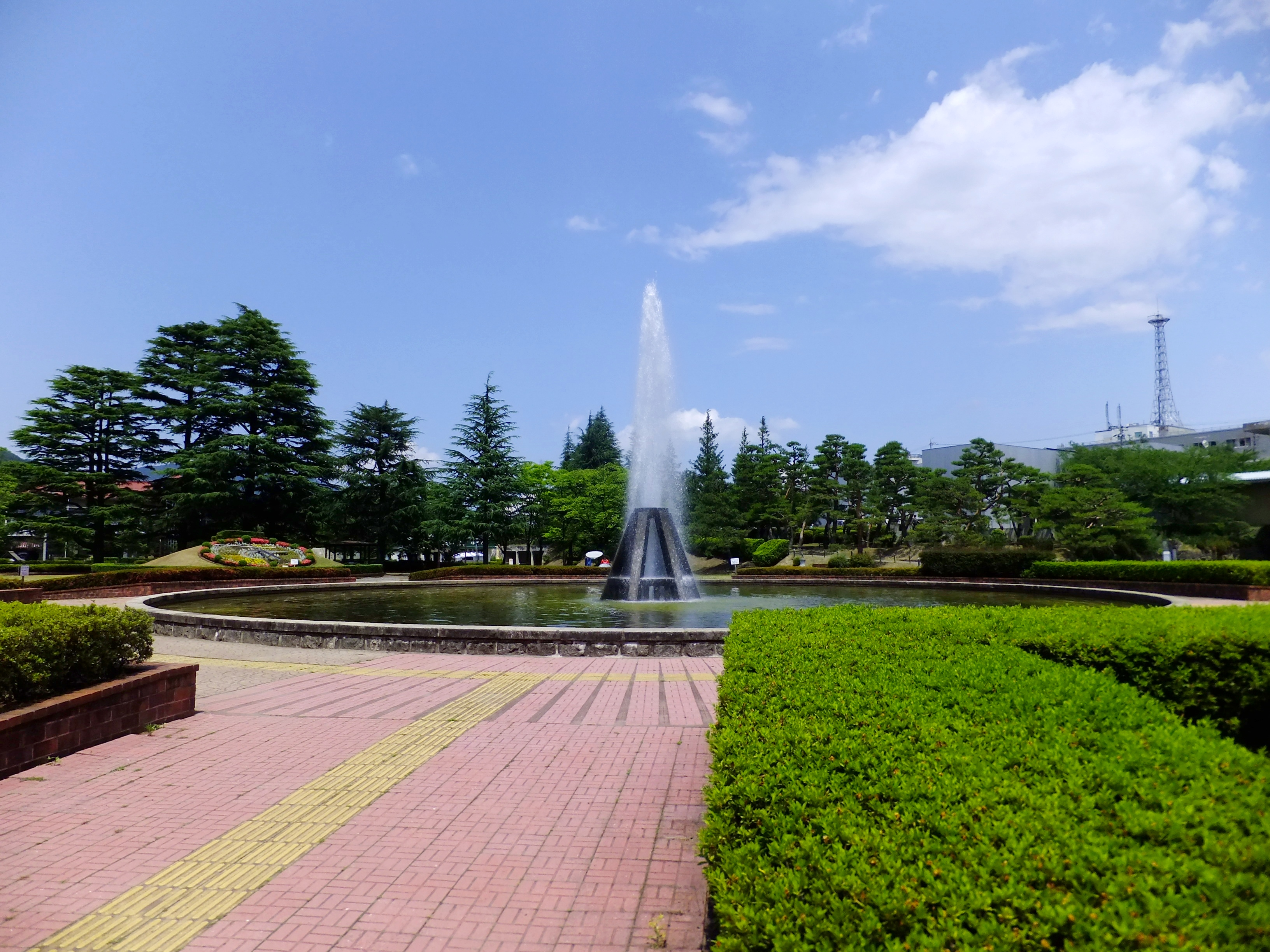
噴水（改修前）
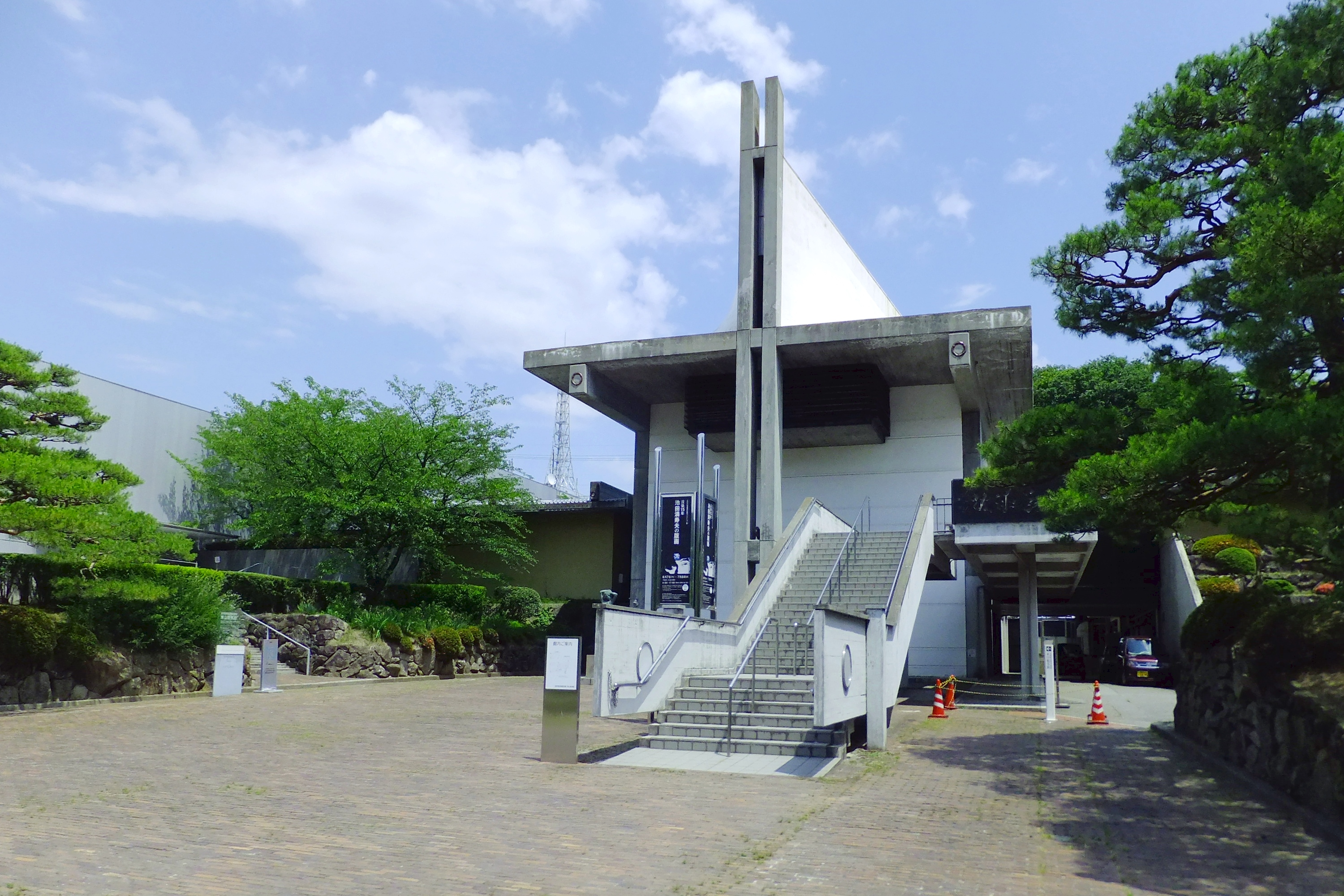
長野県信濃美術館本館
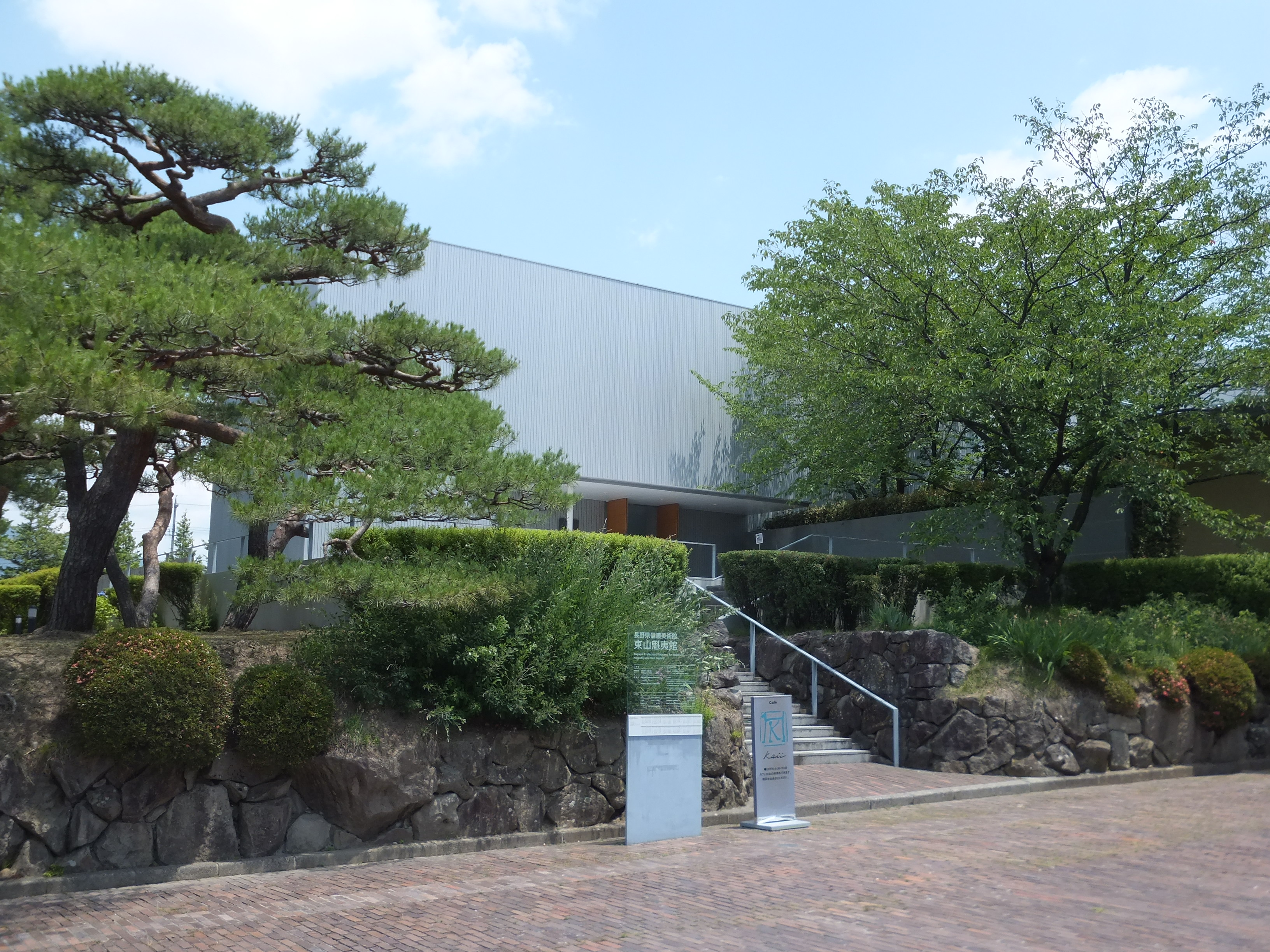
東山魁夷館（改修前）
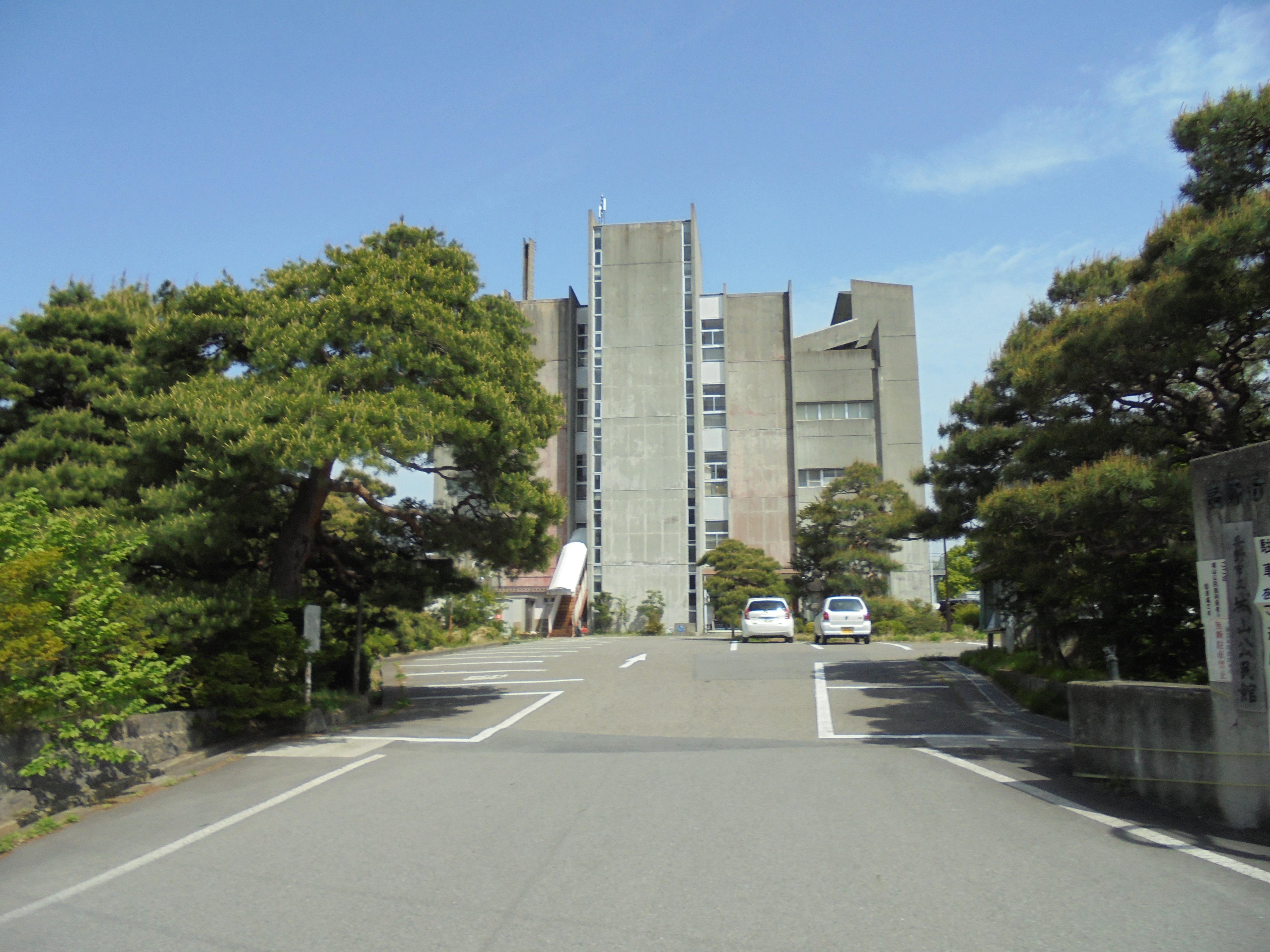
蔵春閣
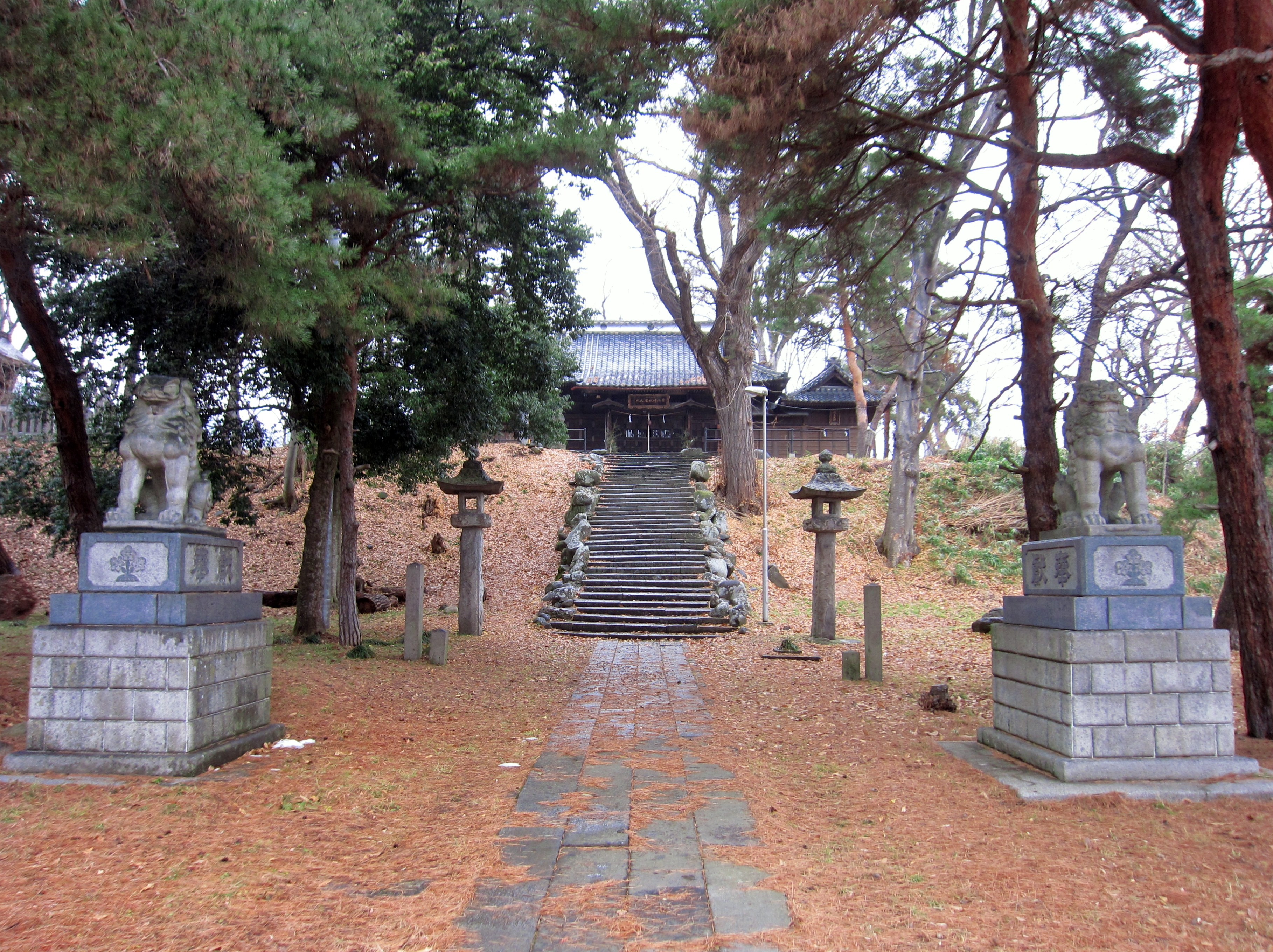
健御名方富命彦神別神社
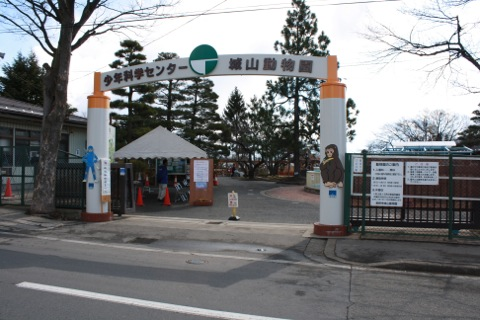
城山動物園
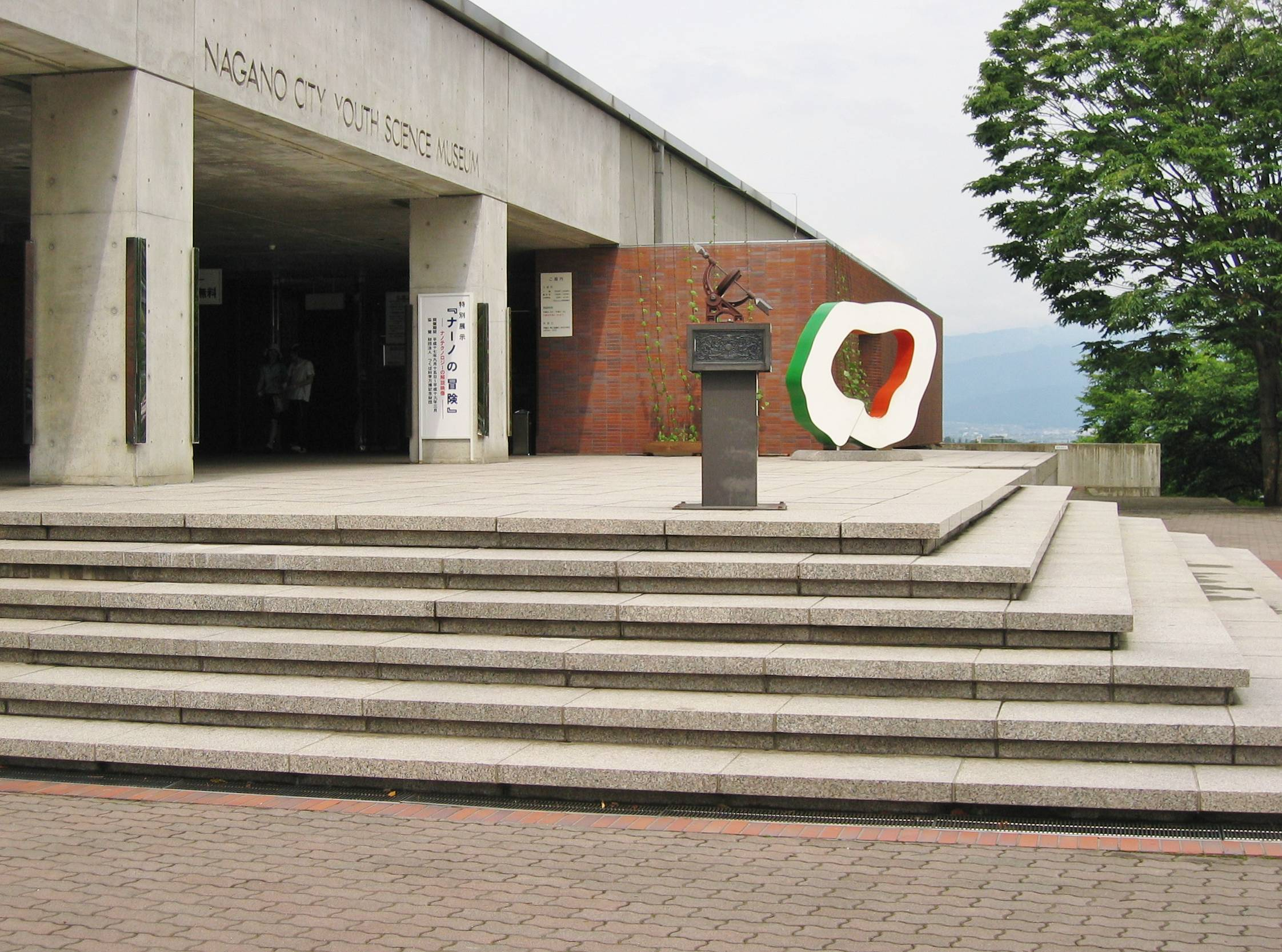
少年科学センター
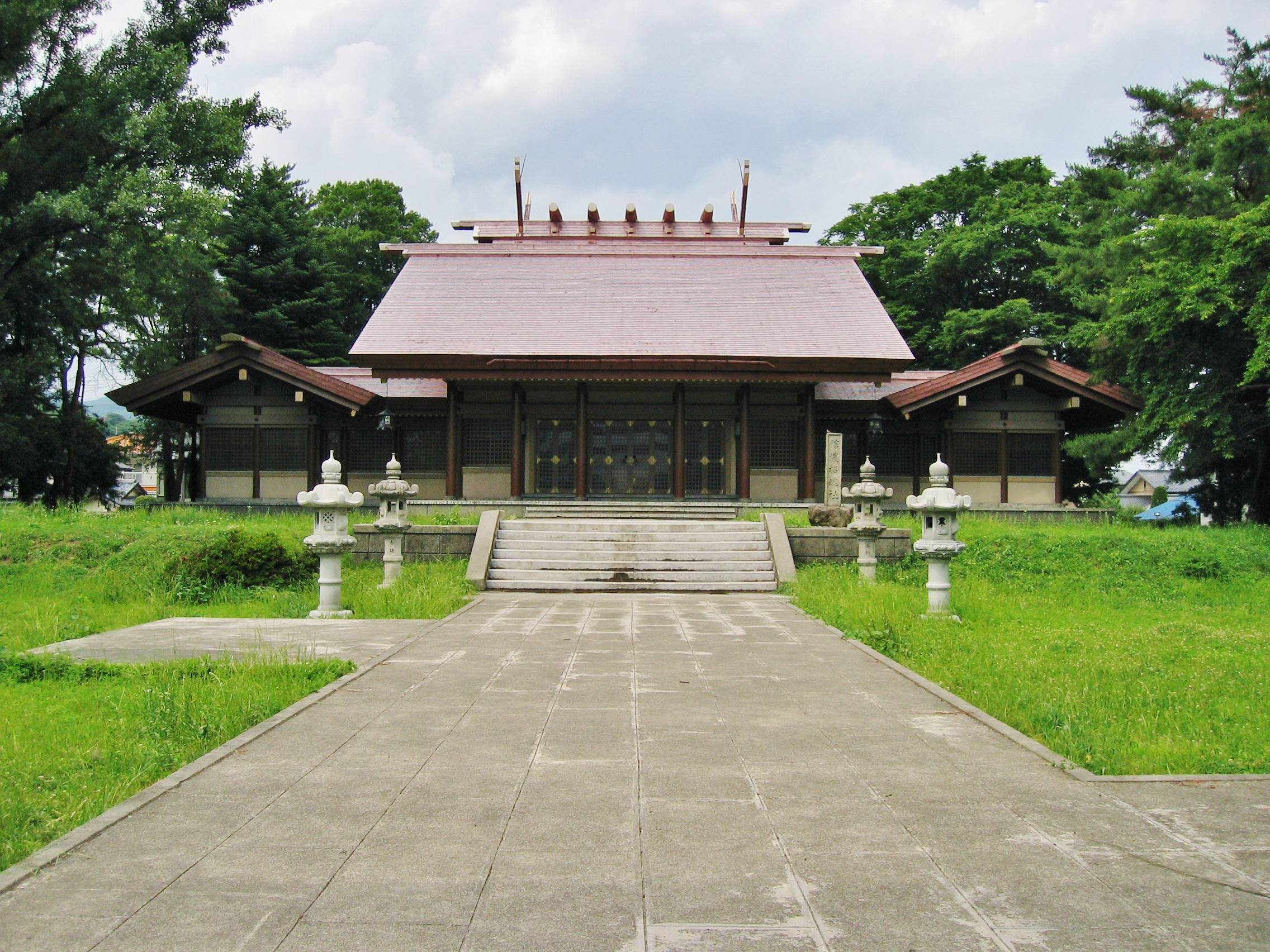
信濃招魂社

## 交通
- JR・長野電鉄長野駅から
  - アルピコ交通（川中島バス）11・16・17系統に乗車、「善光寺北」または「深田町」下車
  - 長電バス 1・2・3・4系統に乗車、「城山公園入口」下車
- 長野電鉄善光寺下駅から徒歩

## 周辺
- 善光寺
- 寛慶寺
- 長野市立城山小学校
- 長野地方気象台
- 長野清泉女学院中学校・高等学校
- 長野県神社庁
- 善光寺下駅